# Società Polisportiva Aurora
La Società Polisportiva Aurora (o simplemente Aurora) fue un club de fútbol sanmarinense con sede en Santa Mustiola, en el castillo de la ciudad de San Marino.

## Historia

### Fundación
El club fue fundado en 1968.

### Campeonato sanmarinense de fútbol 1985-86
Aurora participó en la 1.ª edición del Campeonato sanmarinense de fútbol que se disputó en la temporada 1985-86.
| Pos | Equipo | PJ | PG | PE | PP | GF | GC | Dif | Pts |
| --- | ------ | -- | -- | -- | -- | -- | -- | --- | --- |
| 14  | Aurora | 16 | 2  | 6  | 8  | 20 | 44 | -24 | 10  |

PJ=Partidos jugados; PG=Partidos ganados; PE=Partidos empatados; PP=Partidos perdidos; GF=Goles a favor; GC=Goles en contra; Dif=Diferencia de gol; Pts=Puntos
|  | Desciende a la Serie A2 |

### Desaparición
Al finalizar la temporada 1986-87 de la Serie A2, el club entró en receso el 3 de abril de 1987 y posteriormente se disolvió el 31 de agosto del mismo año.

## Datos del club
- Temporadas en el Campeonato sanmarinense de fútbol: 1 (1985-86).
- Temporadas en la Serie A2: 1 (1986-87).